# Адміністративний устрій Королівства Галичини та Володимирії

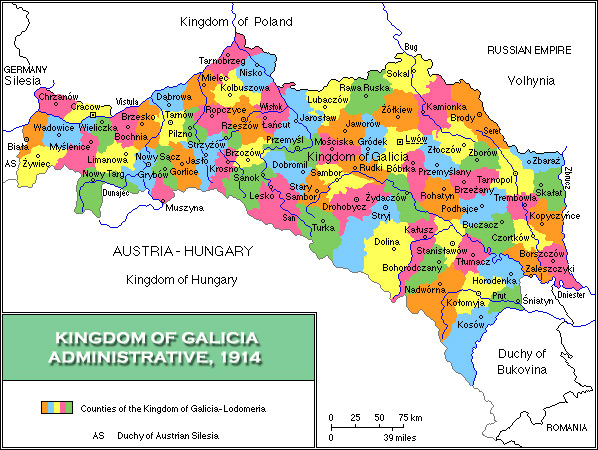
Адміністративний поділ Галичини у 1914

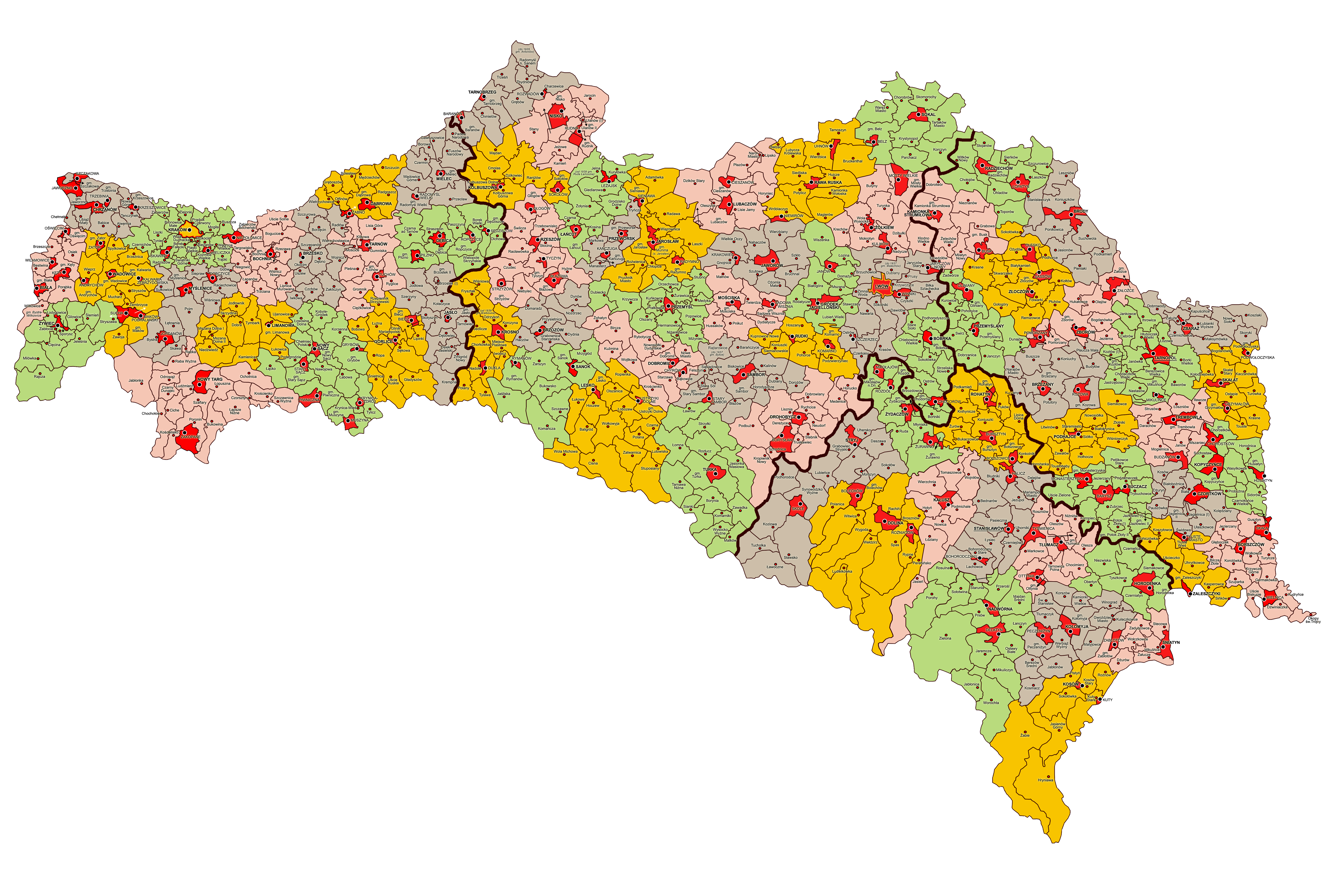
Адміністративна карта, на якій польський устрій 1938 року накладено на контури австрійського коронного краю.

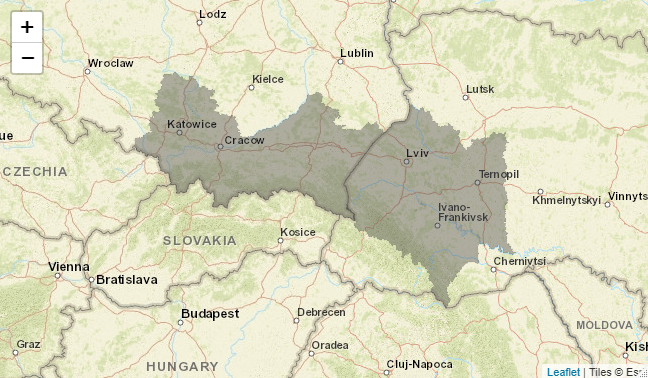
Сучасні адміністративні одиниці Польщі та України на території колишнього Королівства Галичини та Володимирії.

Королівство Галичини та Володимирії в різні періоди адміністративно ділилося на округи (нім. Kreis, пол. cyrkuł) та повіти (нім. Gebiet, пол. powiat). 
Королівство Галичини та Володимирії було найбільшою і найбільш населеною коронною землею Австрійської імперії у 1772–1918 роках. Його територія сьогодні поділена між Польщею та Україною.

## Історія
Після приєднання Галичини до Австрійської монархії у 1772 році було утворено 6 округів (або циркулів), які ділились на дистрикти (нім. Bezirk), після реформи 1782 року дистрикти було скасовано, і кількість округів збільшено — їх існувало у різний час від 16 до 25. У 1850 році в межах округів було створено повітові староства, які пізніше реорганізували в податково-судові повіти. А вже у 1867 році округи повністю скасували і край поділявся лише на повіти. Кількість повітів часто змінювалася, спочатку їх було 74, найбільша їх кількість становила 82.
Загалом можна виділити такі періоди в адміністративно-територіальному поділі Королівства Галичини та Володимирії у 1772–1918 роках:
- двоступеневий (округ – дистрикт), 1772–1782 рр.
  - 6 округів, 60 дистриктів, 1773–1777 рр.
  - 6 округів, 19 дистриктів, 1777–1782 рр.
- одноступеневий (округ), 1782–1849 рр.
  - 18-19 округів, 1782–1803 рр.
  - 25 округів, 1803–1809 рр.
  - 16 округів, 1809–1815 рр.
  - 18-20 округів, 1815–1849 рр.
- двоступеневий ускладений (округ – повітове староство/податково-судовий район), 1850–1867 рр.
  - округ – повітове староство, 1850–1854 рр.
  - округ – податково-судовий повіт, 1854–1867 рр.
- одноступеневий (повіт), 1867–1918 рр.
  - 74 повіти, 1867–1896 рр.
  - 74-82 повіти, 1896–1918 рр.

## Список округів (1782-1867)
Нижче подано список округів, які існували у складі Королівства Галичини та Володимирії у різний час в період з 1782 по 1867 роки.
| №  | Округ (циркул)   | Центр          | Примітки |
| -- | ---------------- | -------------- | --- |
| 1  | Бережанський     | Бережани       | до 1783 р. називався Золочівським                                                                             |
| 2  | Бохнянський      | Бохня          | |
| 3  | Буковинський     | Чернівці       | у складі краю з 1786 р., у 1849 р. перетворений в Герцогство Буковина                                         |
| 4  | Вадовицький      | Вадовиці       | до 1819 р. називався Мисленицьким                                                                             |
| 5  | Влодавський      | Біла Підляська | існував у 1803–1809 рр. як частина Нової Галичини, потім відійшов до Російської імперії                       |
| 6  | Жовківський      | Жовква         | до 1783 р. називався Сокальським                                                                              |
| 7  | Замостянський    | Замостя        | у 1809 р. відійшов до Російської імперії                                                                      |
| 8  | Золочівський     | Золочів        | до 1789 р. називався Бродівським                                                                              |
| 9  | Коломийський     | Коломия        | утворений у 1817 р. з частин Станіславського і Чортківського округів                                          |
| 10 | Краківський      | Краків         | існував у 1803–1809 рр. як частина Нової Галичини, заново утворений 1846 р. з території Вільного міста Краків |
| 11 | Келецький        | Кельці         | існував у 1803–1809 рр. як частина Нової Галичини, потім відійшов до Російської імперії                       |
| 12 | Львівський       | Львів          | |
| 13 | Люблінський      | Люблін         | існував у 1803–1809 рр. як частина Нової Галичини, потім відійшов до Російської імперії                       |
| 14 | Новосандецький   | Новий Сонч     | |
| 15 | Перемиський      | Перемишль      | |
| 16 | Радомський       | Радом          | існував у 1803–1809 рр. як частина Нової Галичини, потім відійшов до Російської імперії                       |
| 17 | Ряшівський       | Ряшів          | |
| 18 | Самбірський      | Самбір         | |
| 19 | Седлецький       | Седльці        | існував у 1803–1809 рр. як частина Нової Галичини, потім відійшов до Російської імперії                       |
| 20 | Станиславівський | Станиславів    | |
| 21 | Стрийський       | Стрий          | до середини 1780-х рр. називався Галицьким                                                                    |
| 22 | Сяноцький        | Сянок          | |
| 23 | Тарнівський      | Тарнів         | |
| 24 | Тернопільський   | Тернопіль      | у 1809–1815 рр. у складі Російської імперії                                                                   |
| 25 | Чортківський     | Чортків        | у 1809–1815 рр. у складі Російської імперії, до 1816 р. називався Заліщицьким                                 |
| 26 | Ясельський       | Ясло           | до 1791 р. називався Дуклянським                                                                              |

## Список повітів (1867-1918)
- Бяльський
- Бережанський
- Бібрський
- Бжеський
- Березівський
- Богородчанський
- Борщівський
- Бохенський
- Бродівський
- Бучацький
- Вадовицький
- Велицький
- Горлицький
- Городенківський
- Грибівський
- Городоцький
- Гусятинський
- Добромильський
- Долинський
- Домбровський
- Дрогобицький
- Живецький
- Жидачівський
- Жовківський
- Заліщицький
- Збаразький
- Зборівський
- Золочівський
- Калуський
- Кам'янко-Струмилівський
- Коломийський
- Кольбушовський
- Коросненський
- Косівський
- Краківський
- Ланьцутський
- Лімановський
- Ліський
- Львівський
- Мелецький
- Мисленицький
- Мостиський
- Надвірнянський
- Нисківський
- Новосандецький
- Новоторзький
- Освенцимський
- Переворський
- Перемишльський
- Перемишлянський
- Печеніжинський
- Підгаєцький
- Пільзненський
- Подгурський
- Равський
- Радехівський
- Рогатинський
- Ропчицький
- Рудківський
- Ряшівський
- Самбірський
- Скалатський
- Сколівський
- Снятинський
- Сокальський
- Солотвинський
- Станіславський
- Старосамбірський
- Стрижівський
- Стрийський
- Сяніцький
- Тарнобжезький
- Тарнівський
- Теребовлянський
- Тарнопільський
- Тлумацький
- Турківський
- Хшановський
- Чесанівський
- Чортківський
- Яворівський
- Ярославський
- Ясельський